# El Paso de las Maravillas
El Paso de las Maravillas är en ort i Mexiko.   Den ligger i kommunen Matías Romero Avendaño och delstaten Oaxaca, i den sydöstra delen av landet, 500 km sydost om huvudstaden Mexico City. El Paso de las Maravillas ligger 62 meter över havet och antalet invånare är 317.
Terrängen runt El Paso de las Maravillas är platt åt nordost, men åt sydväst är den kuperad. Runt El Paso de las Maravillas är det ganska glesbefolkat, med 23 invånare per kvadratkilometer. Närmaste större samhälle är Jesús Carranza, 11,9 km nordost om El Paso de las Maravillas. Omgivningarna runt El Paso de las Maravillas är en mosaik av jordbruksmark och naturlig växtlighet.